# Peritrichia
Peritrichia är ett släkte av skalbaggar. Peritrichia ingår i familjen Melolonthidae.

## Bildgalleri

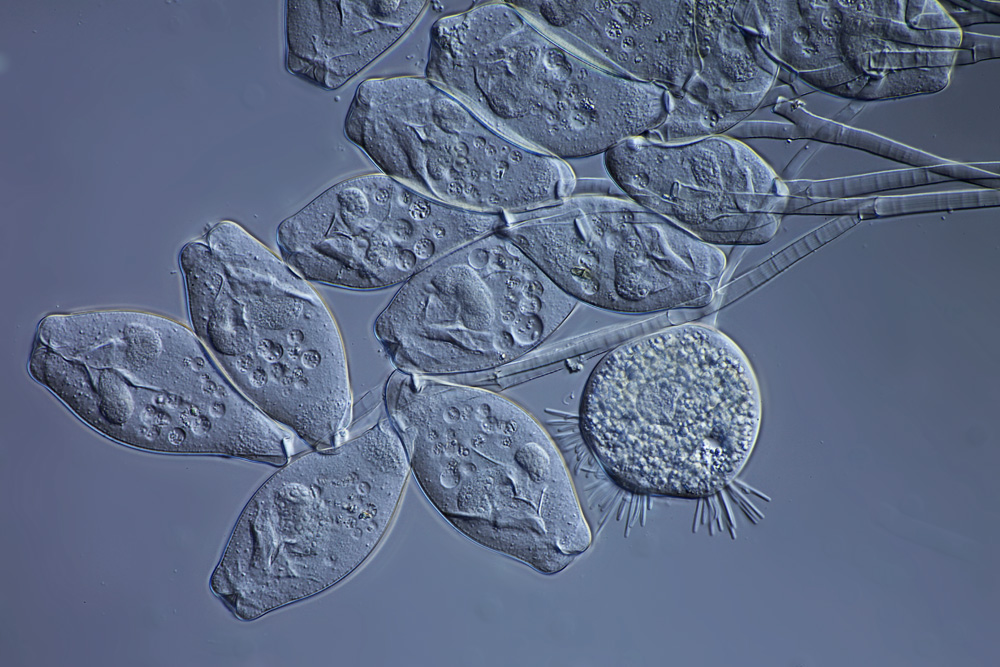
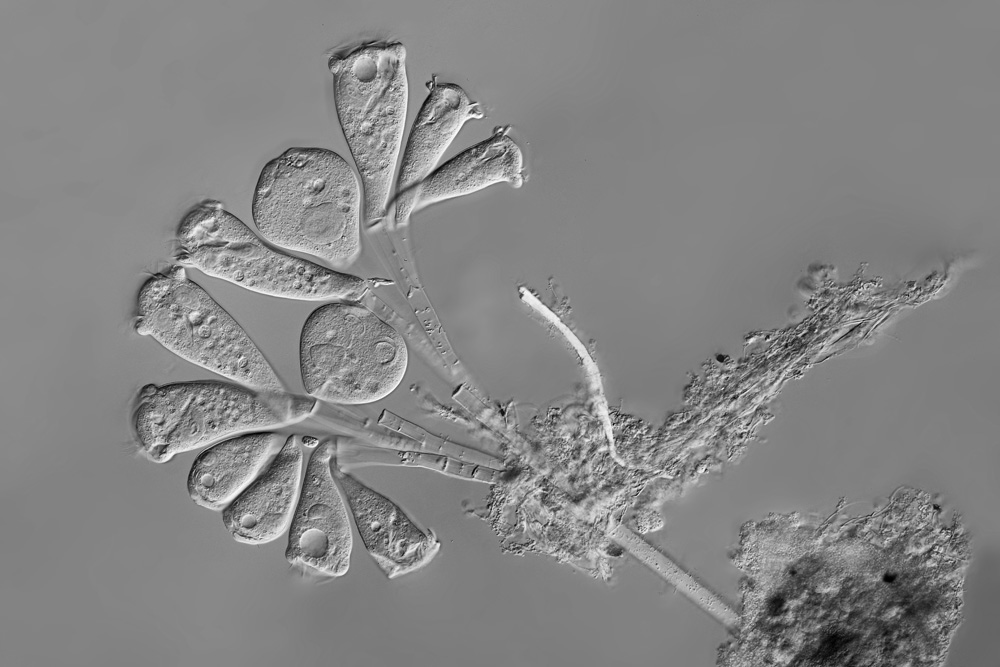
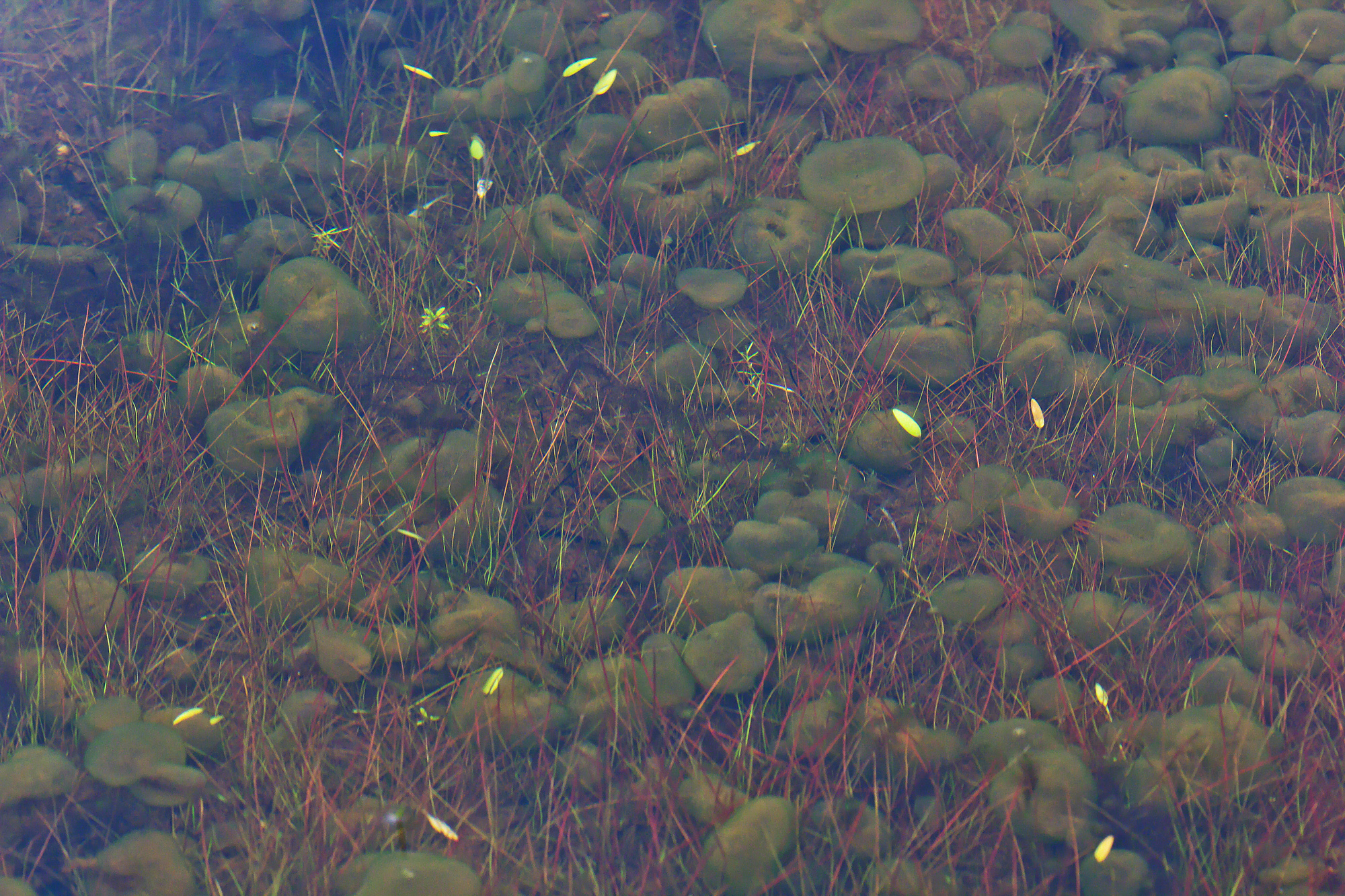
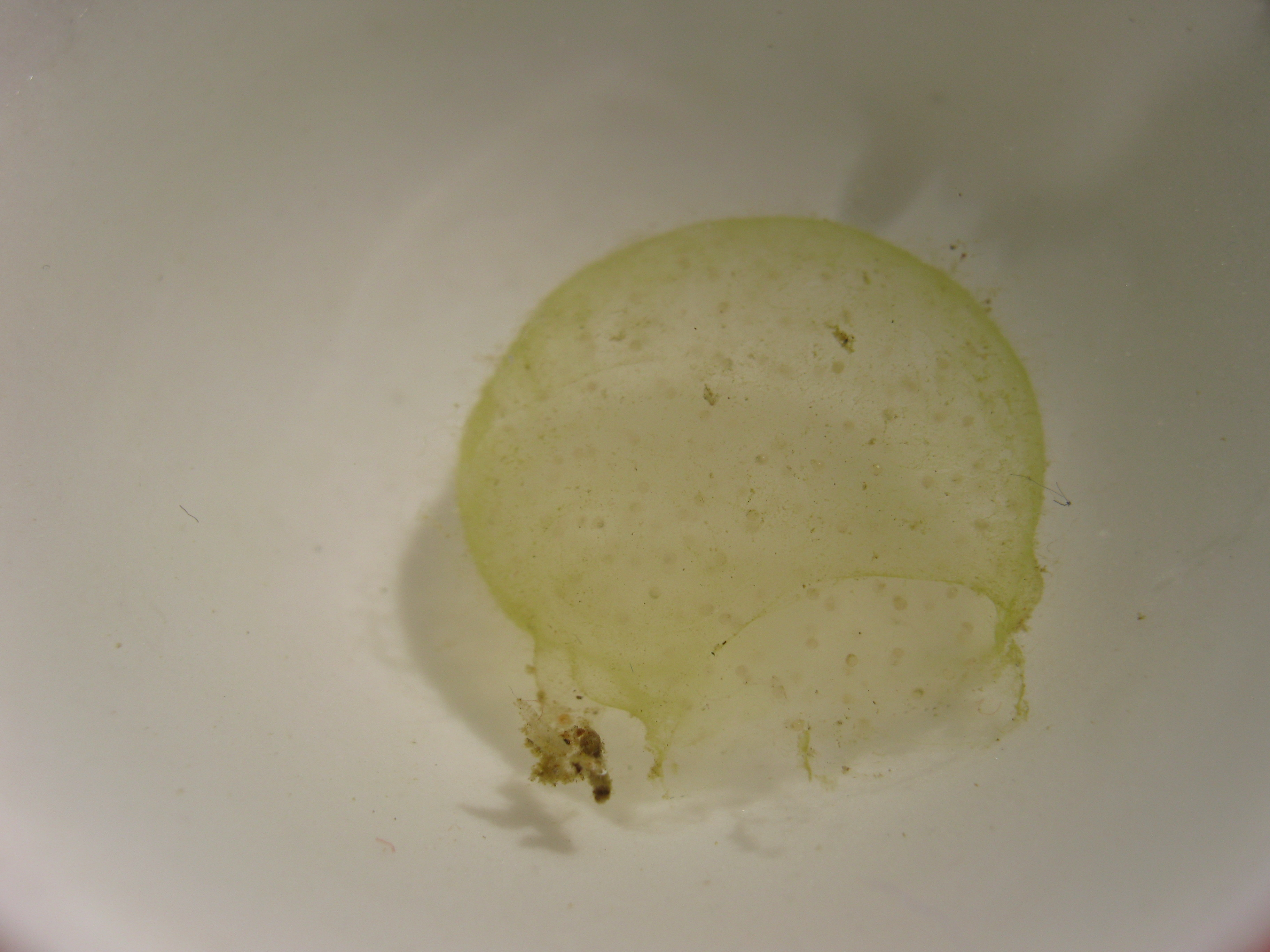
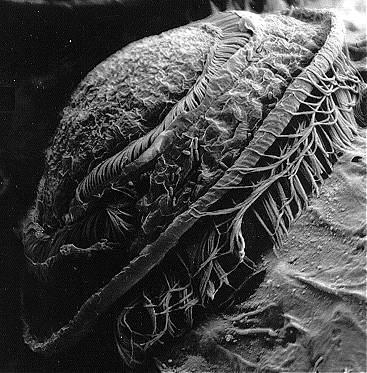
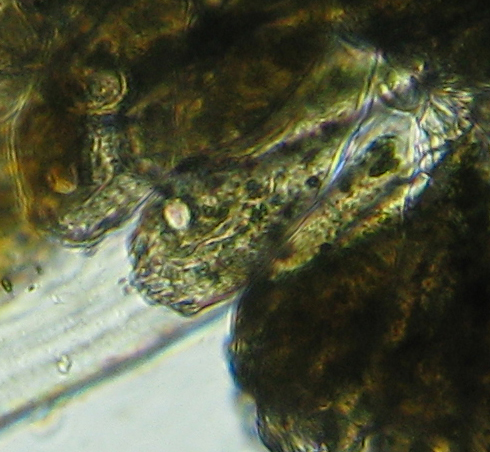

## Dottertaxa tillPeritrichia, i alfabetisk ordning[1]
- Peritrichia abdominalis
- Peritrichia albovillosa
- Peritrichia andreaei
- Peritrichia antennata
- Peritrichia aterrima
- Peritrichia badiipennis
- Peritrichia bella
- Peritrichia bicolor
- Peritrichia braunsi
- Peritrichia capicola
- Peritrichia capucina
- Peritrichia cinerea
- Peritrichia cognata
- Peritrichia dimidiata
- Peritrichia dita
- Peritrichia ditissima
- Peritrichia dubia
- Peritrichia fasciatus
- Peritrichia flabellata
- Peritrichia flavoornata
- Peritrichia guttata
- Peritrichia hessei
- Peritrichia hirtipes
- Peritrichia hybrida
- Peritrichia kochi
- Peritrichia monacha
- Peritrichia nigrita
- Peritrichia nigromaculata
- Peritrichia nigrovillosa
- Peritrichia nitidipennis
- Peritrichia nuda
- Peritrichia ovina
- Peritrichia peringueyi
- Peritrichia pistrinarius
- Peritrichia plebeja
- Peritrichia podicalis
- Peritrichia proboscidea
- Peritrichia pseudoplebeja
- Peritrichia pseudopostrinaria
- Peritrichia pseudopuberula
- Peritrichia pseudotristis
- Peritrichia pseudursa
- Peritrichia puberula
- Peritrichia pulchella
- Peritrichia pygidialis
- Peritrichia rigida
- Peritrichia rufotibialis
- Peritrichia saga
- Peritrichia spuria
- Peritrichia subsquamosa
- Peritrichia tristis
- Peritrichia ursula
- Peritrichia ursus
- Peritrichia vansoni
- Peritrichia ypsilon